# Jan IV van Montfoort
Jan Joostzn de Rover van Montfoort (1532 - 27 februari 1582) was de 12e burggraaf van Montfoort en laatste telg uit het geslacht de Rover (van Rode).

## Levensloop
Hij was een zoon van Joost van Montfoort en Anna van Lalaing. In 1539 overleed zijn vader op 29-jarige leeftijd waarna zijn oom Hendrik van Abbenbroek regent burggraaf van Montfoort werd tot Jan IV volwassen was. Er is weinig bekend over Jans regeerperiode, maar steunde
Hendrik van Brederode in de Tachtigjarige Oorlog met de Nederlandse opstand. Jan huwde met zijn nicht Maria van Manderscheid, hun huwelijk bleef kinderloos, waarna na het overlijden van Jan IV zijn zus Phillipa met haar man Jan de Merode alle titels en bezittingen erfde en overname.
Jan IV had ook twee onwettige kinderen Tristan (1564-1622) en Polinarde (1565-1634) die hij ook enkele bezittingen na liet in zijn testament.